# ジブラルタルの占領 (1704年)

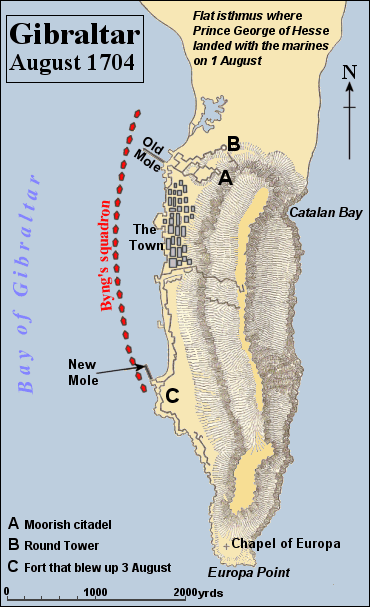
ジブラルタル包囲戦の構図

ジブラルタルの占領（英語: Capture of Gibraltar）は、スペイン継承戦争における戦闘の一つで、1704年8月1日から4日にかけてイングランド・オランダ・オーストリア連合軍がスペイン南端の港湾都市ジブラルタルを守備するスペイン軍と交戦した。戦後ジブラルタルはイングランドへ渡り、現在に続くイギリスの海外領土の一部となった。

## 戦闘
イングランドの戦略はスペイン領ネーデルラントへ陸軍を派遣、地中海に海軍を送り橋頭堡を築くことでフランス・スペイン連合軍の海軍を牽制しつつネーデルラントのフランス軍撃破を狙っていた。しかし、スペイン南部の半島カディス制圧を企て1702年に送った連合艦隊は任務に失敗（カディスの戦い）、ビーゴ湾の海戦で失敗はいくらか補えたが地中海の拠点は無いままであった。
そこでイングランドは外交で味方を増やす策に出た。1703年にポルトガル王国とメシュエン条約を調印して首都リスボンをイングランド海軍の寄港地とし、オーストリアのスペイン王位候補者カール大公（後の神聖ローマ皇帝カール6世）をイングランド、ポルトガルへ招きいれて地中海進出への補給拠点とスペイン王位請求の大義名分を獲得、1704年5月に改めてジョージ・ルークを司令官としたイングランド・オランダ艦隊を地中海へ派遣した。艦隊にはオーストリアの軍人ゲオルク・フォン・ヘッセン＝ダルムシュタットが軍を連れて乗り込んでいた。
連合艦隊はカタルーニャの首都バルセロナとフランス南東の港湾都市ニース陥落を目標として東進、バルセロナにゲオルク率いる陸軍を派遣して住民の反乱を促したが何も起こらず撤退、ニースへ向かう途中でトゥーロンへ進軍中のトゥールーズ伯ルイ・アレクサンドル率いるフランス艦隊と遭遇、ルークは交戦を避けて西へ引き返し、6月にジブラルタル海峡を超えてポルトガルの港ラゴスに停泊した。
ポルトガル王ペドロ2世とカール大公からはカディス攻略の提案があったが、以前の戦いで失敗していたルークはこの提案を却下、作戦会議を開いた末にスペイン南岸でカディスから東のジブラルタル奪取を決意した。ジブラルタルは海峡の北端に位置する半島で、少数の守備がやりやすい地形だったからである。作戦はゲオルクの陸軍が上陸してスペイン本土とジブラルタルを繋ぐ北部を遮断、海軍はジブラルタルの要塞を砲撃して2方向からの挟み撃ちと決まった。
再び東進した連合艦隊は8月1日にルークの部下ジョージ・ビングがジブラルタル湾に侵入して西側を包囲、陸軍も上陸して北からジブラルタルへ進軍した。ジブラルタルは北と南に旧モールと新モールがあり、町はその中間に位置していた。要塞側と連合艦隊は砲撃を繰り返したが、新モール側に海軍が上陸して降伏を勧告、ゲオルクもジブラルタル北端に到達して同じく勧告したため要塞のスペイン軍は降伏、ジブラルタルは同盟軍の手に入った。
戦後ジブラルタルはカール大公が領有することになったが、1713年のユトレヒト条約でカール大公のスペイン王位を断念してフェリペ5世を承認する見返りにジブラルタルはイングランド領となり、地中海に対するイギリス海軍の補給基地となった。フランス・スペイン連合軍はジブラルタル奪還を図り陸軍で包囲、海軍で連合艦隊を破ろうとしたが、マラガの海戦で海軍進出は阻止され陸軍の包囲も進まず、翌1705年にマルベラの海戦でフランス艦隊が敗北すると包囲は中止、ジブラルタルの領有は確定した。

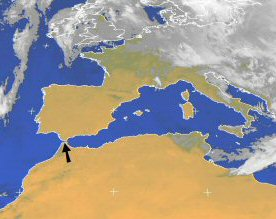
ジブラルタルの位置